# Ježce
Ježce este o localitate din comuna Šmartno pri Litiji, Slovenia, cu o populație de 28 de locuitori.